# My fav
my fav（マイファブ）は、日本の女性アイドルグループである。
2022年5月31日に活動終了したラストアイドルとは別に、「新生ラストアイドル」として新プロデューサーおよび新運営会社で活動開始したグループである。2024年6月21日、グループ名を「my fav」に改名した。

## 概要

### ラストアイドル新章のオーディション開始
2023年3月7日、プレスリリースと同日にオーディションサイトが開設された。そこにはラストアイドルのロゴが掲げられ、ラストアイドル新章と謳われていた。ラストアイドルは2022年5月31日に活動を終了していたが、元メンバーには新章開始は告げられておらず、そもそもの活動終了の経緯や短期間（約9カ月）での同名グループスタートが、ファン、元メンバー双方に混乱をきたし、SNS上では多くの意見が交わされることとなった。特に、ラストアイドルと新章の関係性が全く明らかにされず、秋元康の意思を継いだとする一ノ宮佑貴が新プロデューサーに就任することだけが発表されていた。

### オーディションの経緯
ラストアイドル新章オーディションは直ちに募集が開始された。以前のラストアイドルと異なり、途中経過の公開はせず、最終的に7名のメンバーが選出され、2023年夏にデビューするとされていた。同年9月23日、オーディションサイトおよびSNSが更新され、「ラストアイドル」として6名のメンバーとデビュー曲が発表された。そして、7名とされたメンバーのうち1名を「ラストワンオーディション」で募集することが発表された。

### お披露目イベント開催
2023年12月3日、最後の1名を含めた7名でのお披露目イベントが開催され、発表済みの「未完成スターライト」のほか、新曲3曲を加えた4曲の持ち歌が披露された。加えて、2024年1月以降に定期公演を開催することが発表された。

### 改名
本プロジェクトは、オーディション時点ではラストアイドル新章という表現だったが、活動開始の報道では“新生”ラストアイドルという表現がされている。2023年12月3日のお披露目イベント以降、オフィシャルサイトやSNSにおいては「新生ラストアイドル」という表記で統一され、活動開始時点で「LAST IDOL」と記載されていたロゴも「新生LSTIDL」と読めるものに変更されている。以前のラストアイドルとの関係性は明示されていない。
2024年6月21日、定期公演Vol.10において、グループ名を「my fav」に改名することが発表された。配信サイトでのアーティスト名も「新生ラストアイドル（New Last Idol）」から「my fav」に変更された。

## メンバー
「新生ラストアイドル」として募集されたメンバーは7名であったが、2023年9月23日に披露されたのは6名（黒瀬、園田、西村、古松、早藤、吉原）。残り1名は「ラストワンオーディション」として募集、12月3日に橋本が加入して7名となった。2024年6月5日、早藤、吉原、橋本が活動辞退となり、4名となった。7月31日、新メンバー2名の加入が予告され、8月1日に川又、田中が加入して6名となった。
| メンバー                    | ペンライト カラー | 生年月日               | 出身地 | 身長  | 血液型 | 備考                     |
| --------------------------- | ----------------- | ---------------------- | ------ | ----- | ------ | ------------------------ |
| 川又 あん奈 かわまた あんな | パープル          | 2002年11月4日（22歳）  | 香川県 | 160cm | A      | 2024年8月1日加入 元STU48 |
| 黒瀬 梨花 くろせ りんか     | ピンク            | 2005年3月16日（20歳）  | 埼玉県 | 155cm | B      |                          |
| 園田 一花 そのだ いちか     | ホワイト          | 2007年2月13日（18歳）  | 北海道 | 154cm | 不明   |                          |
| 田中 美帆 たなか みほ       | オレンジ          | 2002年9月3日（22歳）   | 福岡県 | 161cm | B      | 2024年8月1日加入 元STU48 |
| 西村 瑠香 にしむら るか     | グリーン          | 2001年11月28日（23歳） | 東京都 | 160cm | A      | 元青春高校3年C組         |
| 古松 華 ふるまつ はな       | レッド            | 2007年3月27日（18歳）  | 大阪府 | 162cm | A      |                          |

### 元メンバー（2024.06.05 専属マネージメント契約解除）
| メンバー                  | 生年月日               | 出身地   | 身長  | 血液型 | 活動終了日   | 備考                                                                                   |
| ------------------------- | ---------------------- | -------- | ----- | ------ | ------------ | -------------------------------------------------------------------------------------- |
| 早藤 李紗 はやふじ りさ   | 2005年10月19日（19歳） | 神奈川県 | 157cm | A      | 2024年6月5日 | 「ミスサークルコンテスト2025」出場                                                     |
| 吉原 琉音 よしはら りおん | 2006年2月8日（19歳）   | 神奈川県 | 150cm | O      | 2024年6月5日 | 2025年3月より「8°世界が変われば、」 現芸名：琉音                                       |
| 橋本 珠里 はしもと じゅり | 2007年3月5日（18歳）   | 京都府   | 158cm | B      | 2024年6月5日 | 「ラストワンオーディション」合格者 「女子高生ミスコン2024」準グランプリ 現芸名：じゅり |

## 作品

### シングル
|    | リリース日     | タイトル                 | 収録曲                                                                                          | 備考   |
| -- | -------------- | ------------------------ | ----------------------------------------------------------------------------------------------- | ------ |
| 1  | 2023年9月25日  | 未完成スターライト       |                                                                                                 | [ 10 ] |
| 2  | 2023年12月24日 | I LOVE YOU をキミに      | 1. I LOVE YOU をキミに 2. 透明色のミライ 3. 夢が夢じゃなくなる時 4. 未完成スターライト(7人Ver.) | [ 11 ] |
| 3  | 2024年3月30日  | キミ僕                   | 1. キミ僕 2. It's New World                                                                     | [ 12 ] |
| 4  | 2024年5月22日  | 虹色LIFE                 | 1. 虹色LIFE 2. From my future                                                                   | [ 13 ] |
| 5  | 2024年8月22日  | 間違ってないyes!future!! |                                                                                                 |        |
| 6  | 2024年10月28日 | しろくろぱんだ           |                                                                                                 |        |
| 7  | 2025年1月30日  | 一生アイドル宣言         |                                                                                                 |        |
| 8  | 2025年4月14日  | 犬ペンギン。             |                                                                                                 |        |
| 9  | 2025年5月14日  | 青い夏                   |                                                                                                 |        |
| 10 | 2025年6月30日  | キミへDIVE!              |                                                                                                 |        |

### アルバム
- My Favorite Songs!!（2025年3月25日）- 新生ラストアイドル時代の全発表曲をmy fav6名のボーカルで収録した他、定期公演限定のユニット曲で構成
  1. 未完成スターライト -my fav ver.
  2. I LOVE YOU をキミに -my fav ver.
  3. 透明色のミライ -my fav ver.
  4. 夢が夢じゃなくなる時 -my fav ver.
  5. キミ僕 -my fav ver.
  6. It's New World -my fav ver.
  7. 虹色LIFE -my fav ver.
  8. From my future -my fav ver.
  9. 100秒と6文字でおしえて
  10. No Way
  11. ひこうき雲と青い空

## 出演

### ラジオ
my favのふぁぼらじ （2024年10月1日 - 、BAYFM）

### イベント
新生ラストアイドル お披露目ライブ（2023年12月3日、ダイバーシティ東京プラザ フェスティバル広場）
IDOL WAVE in TOKYO（2023年12月29日、国立代々木競技場 第二体育館）
カオガトウダイ（2024年1月13日、恵比寿ガーデンホール）

## 定期公演
Vol.1  （2024年1月28日、DDD青山クロスシアター）
Vol.2  （2024年3月2日、ZEAL THEATER TOKYO）
Vol.3  （2024年3月15日、ZEAL THEATER TOKYO）
Vol.4  （2024年3月29日、ZEAL THEATER TOKYO）
Vol.5  （2024年4月12日、ZEAL THEATER TOKYO）
Vol.6  （2024年4月22日、ZEAL THEATER TOKYO）
Vol.7  （2024年4月29日、ZEAL THEATER TOKYO）
Vol.8  （2024年5月10日、ZEAL THEATER TOKYO）
Vol.9  （2024年5月19日、ZEAL THEATER TOKYO）
Vol.10  (2024年6月21日、ZEAL THEATER TOKYO） ゲストMC　バイク川崎バイク
Vol.11  (2024年7月6日、ZEAL THEATER TOKYO）　ゲストMC　ハマカーン
Vol.12  (2024年7月19日、ZEAL THEATER TOKYO） ゲストMC　浜谷健司（ハマカーン）
vol.13  (2024年8月25日、ZEAL THEATER TOKYO） 新体制6人公演